# Zingiber barbatum
Zingiber barbatum là một loài thực vật có hoa trong họ Gừng. Loài này được Nathaniel Wallich miêu tả khoa học đầu tiên năm 1830.

## Mẫu định danh
Z. barbatum được Wallich (1830) mô tả từ Prome dọc theo sông Irrawaddy (Ayeyawaddy) gần Rangoon (Yangon ngày nay), Myanmar. Mô tả gốc trong Plantae Asiaticae Rariores kèm theo một hình minh họa (tab. 55) - là hình sử dụng trong hộp thông tin chung của bài này, nhưng không có vật liệu điển hình nào được chỉ định. Hình minh họa đó rõ ràng được vẽ từ cây thu thập ở Prome, và là vật liệu duy nhất áp dụng tên khoa học này. Do đó, hình minh họa này là một lectotype theo Quy tắc Quốc tế về Danh pháp Thực vật 9.1 (2012), và được Mu Mu Aung chỉ định là một lectotype năm 2016.

## Từ nguyên
Tính từ định danh barbatum (giống đực: barbatus, giống cái: barbata) là tiếng Latinh có nghĩa là râu, có râu; ở đây để nói tới chóp các lá bắc ngoài dài giống như râu. Xem mô tả bằng tiếng Latinh của Wallich (....bracteis exterioribus lato-ovatis, gibboso-subventricosis, dorso villis copiosis, longis barbatis.).

## Phân bố
Loài này có tại Myanmar (vùng Bago) và Thái Lan. Tên gọi trong tiếng Myanmar pwe-au, meik-tha-lin. Môi trường sống là rừng lá sớm rụng ẩm ướt, những nơi ẩm thấp, cao độ khoảng 100–150 m.

## Phân loại
Schumann (1904) đặt Z. barbatum trong tổ Cryptanthium.

## Mô tả
Cây thảo lâu năm. Thân rễ mập, bò lan, các nhánh nhỏ dày đặc, gần như có khớp nối, vỏ màu nâu, ruột màu từ nâu ánh trắng tới màu ánh vàng nhạt, mùi thơm nhẹ, các rễ con tỏa ra hình trụ, ngắn, dày đặc, một số kết thúc bằng các củ nhỏ, hình trứng, ruột màu trắng sữa-màu nước, gần như không vị và không mùi. Thân giả mọc thẳng đứng, cao 1,5 tới 4 hoặc 5 ft (45-120-150 cm), thuôn tròn, đường kính ở đáy khoảng 2,5 cm, phía trên thon nhỏ dần và thanh mảnh, được bao bọc hoàn toàn trong bẹ áp ép, nhiều vạch, phần trên có lông nhung, mép cả hai tù; lưỡi bẹ 2 thùy, dài 0,2–1 cm, cắt cụt, dạng màng, nhẵn nhụi hoặc có lông nhung. Cuống lá rất ngắn hoặc gần như không cuống, có lông nhung. Lá 7 cặp, xếp 2 dãy hở, không cuống, phiến lá thuôn dài-hình mác, đỉnh thon nhỏ dần-nhọn thon, đáy nhọn thon hoặc hình nêm, dài 10–25 cm, rộng ~3,5 cm, mặt trên nhẵn nhụi hoặc có lông màu xanh lục sẫm, mặt dưới có lông áp ép, mép nhăn hoặc hơi gợn sóng, mặt dưới xanh lục nhạt hơn. Cán hoa mọc từ thân rễ hoặc ở đáy thân giả, mập và cứng, dài 3–5 cm, được bao bọc trong các vảy hình trứng, nhọn, các vảy phía trên hình dùi-nhọn thon, có lông. Cành hoa bông thóc thuôn dài-hình trứng, đỉnh nhọn, dài 4-7,5 cm, đáy hình nêm, cán chỉ hơi thò lên phía trên mặt đất, với các lá bắc xếp lợp từ mọi phía; các lá bắc ngoài hình trứng rộng, dài 2,8-3,5 cm, rộng 2,3-2,8 cm, có bướu lồi-gần phồng lên, lưng nhiều lông, có râu dài, bên trong nhẵn nhụi, có sọc, mép áp ép, đỉnh kết thúc bằng chóp nhọn dài, thuôn tròn, hở, màu xanh lục tới xanh lục sẫm, đáy màu ánh đỏ, 1 hoa; các lá bắc trong dạng màng, hình trứng, nhọn, nhiều lông, xoắn lại, không dài hơn đài hoa. Lá bắc con dài 2,2 cm, rộng 0,6 cm, thư lông tơ dọc theo mép về phía đỉnh. Hoa lớn, màu từ trắng tới trắng pha hồng. Đài hoa hình ống, dài 1,2 cm, rộng 0,35 cm, màu trắng, dạng màng, nhẵn nhụi, hơi 2 răng ở đỉnh. Ống tràng hình trụ, dài 2-2,5 cm, màu trắng, dạng màng; mép thò ra, nhẵn nhụi, 2 môi; cánh ngoài 3, màu trắng, hình mác, nhọn thon, dài ~2 cm: cánh lưng dài ~2 cm, rộng ~7 mm, mọc cao lên, lõm, có nắp, hình mỏ-nhọn thon, đỉnh cuộn trong, tạo thành môi trên; các cánh bên dài 1,5–2 cm, rộng ~5 mm, phẳng, thuôn tròn, ngắn, song song cánh môi dưới, cùng nhau tạo thành môi dưới. Cánh môi hay cánh trong hở, 3 thùy, màu trắng với ánh hồng ở đáy; thùy giữa hình trứng đến hình trứng ngược, rộng đầu, mặt trên rất lồi giống như vòm miệng, dài 1,2-1,4 cm, rộng ~1,5 cm, đỉnh khía răng cưa hơi khía chữ V, mép nhăn; các thùy bên (các nhị lép bên) nhỏ, thuôn dài, đỉnh thuôn tròn, dài ~8 mm, rộng ~2,5 mm. Nhị hoa dài như thùy giữa cánh môi. Bao phấn lớn, gần như không cuống, màu trắng, gồm cả rìa ngoài có nắp, kết thúc bằng mỏ hình trụ-hình dùi, thò ra và nằm trên cánh môi cuốn trong, dài 1,5 cm; mô vỏ bao phấn ~7 mm, hình trụ, uốn ngược. Bầu nhụy màu trắng, gần hình elipxoit, nhẵn nhụi, 3 ngăn, nhiều noãn đính trụ. Vòi nhụy dài, hình chỉ, có vuốt, đỉnh cuộn trong hơi thò ra. Đầu nhụy lồi, màu trắng, có lông rung. Tuyến trên bầu 2, thẳng, dài ~3 mm, màu ánh trắng. Quả nang hình trứng ngược, mập, nhẵn nhụi, kích thước cỡ quả anh đào, chứa các hạt màu đen xỉn, bóng, áo hạt lớn, màu trắng; nhìn thấy khi chưa chín. Hoa nở vào chiều tối và 3 hoa nở đồng thời trên một cụm hoa.
Về hình thái là gần với Z. squarrosum – loài có phổ biến ở gần Rangoon, nhưng khác ở chỗ các lá bắc rộng hơn, lồi và phồng lên, kết thúc bằng mũi nhọn hình trụ rất dài. Tại Myanmar, loài này mọc trên các sườn đồi gần bờ sông Irrawaddy, gần Pome, trên cả hai bờ của con sông này, được quan sát với quả chưa chín trong tháng 9. Các cây trồng tại Calcutta nở hoa tự do trong mùa mưa và mùa lạnh (từ tháng 8 đến tháng 2 năm sau), thơm nồng. Các cành hoa bông thóc mọc ra từ các rễ bò lan, gần thân hoặc từ đáy của thân, hầu như không cao quá trên mặt đất; chúng đôi khi là phức hợp, nghĩa là các bông con mọc ra từ 1 hoặc 2 lá bắc thấp nhất. Toàn bộ cây có mùi và vị thơm dễ chịu rất nhẹ.

### Zingiber pygmaea
Mu Mu Aung và Nobuyuki Tanaka (2016) còn tách dạng rất thấp thành loài riêng, với danh pháp Zingiber pygmaea (nếu được công nhận thì danh pháp đúng chính tả phải là Zingiber pygmaeum). Mô tả và các thông tin khác về loài này được liệt kê dưới đây.
Mẫu định danh: N.Tanaka et al. 0267; thu thập ngày 1 tháng 6 năm 2001, ở tọa độ khoảng 20°54′0″B 95°15′0″Đ / 20,9°B 95,25°Đ, Vườn quốc gia núi Popa, thị trấn Kyaukpadaung, huyện Nyaung-U, vùng Mandalay, Myanmar. Mẫu holotype lưu giữ tại Vườn Thực vật Makino ở Kochi, Nhật Bản (MBK), mẫu isotype lưu giữ tại Chi nhánh Vườn Thực vật Tsukuba của Bảo tàng Tự nhiên và Khoa học Quốc gia Nhật Bản ở Tsukuba (TNS).
Cây thảo thân rễ lâu năm, cao tới 30 cm. Thân rễ rất ngắn, vỏ màu trắng ánh nâu, ruột màu trắng, có mùi thơm; rễ có củ, củ gần hình cầu, dài 2 cm, rộng 1,5 cm, vỏ màu ánh nâu, ruột màu trắng. Thân lá có lông nhung, màu xanh lục ánh đỏ. Lá 7 cặp; phiến lá xếp dày đặc với các lóng rất ngắn, hình trứng đến thuôn dài, màu xanh lục, rậm lông cả hai mặt, đỉnh nhọn, đáy thuôn tròn, dài 15–18 cm, rộng 9–10 cm; cuống lá có lông nhung, dài 3–5 mm; lưỡi bẹ chẻ đôi, khó thấy, dài ~2 mm, mép có lông tơ; bẹ màu xanh lục, mép có lông dài màu trắng. Cụm hoa hình trứng, dài 3,5–4 cm, rộng 2,5–3 cm; cuống cụm hoa từ thân rễ, rất ngắn. Lá bắc hình trứng tới nhọn đầu, dài 2,3 cm, rộng 1,7 cm, màu nâu ánh đỏ ở đỉnh, màu trắng về phía đáy, rậm lông nhung ở đỉnh, nhẵn nhụi ở đáy mặt ngoài, gần như nhẵn nhụi ở mặt trong, đỉnh nhọn ngắn, đỡ 1 hoa. Lá bắc con thuôn dài, cuộn lại, dài 1,8 cm, rộng 0,6 cm, thưa lông tơ ở mặt xa trục, nhẵn nhụi ở mặt gần trục. Hoa màu kem đến vàng nhạt, nở vào chiều tối, mùi thơm nhẹ; đài hoa hình ống, hơi có răng cưa, dài ~1 cm, rộng 3,5 mm, nhẵn nhụi; ống hoa dài ~2,5 cm, tràng hoa 3 thùy, màu trắng, hình mác; thùy tràng lưng dài ~1,8 cm, rộng ~1 cm; các thùy tràng bên dài ~1,8 cm, rộng ~0,7 cm; cánh môi 3 thùy, màu trắng đến hơi màu kem, uốn ngược; thuỳ giữa hình trứng ngược, dài ~1,7 cm, rộng ~2,3 cm, đỉnh khía răng cưa, mép nhăn, các nhị lép bên hình trứng-thuôn dài, dài ~8 mm, rộng ~3 mm, đỉnh thuôn tròn hoặc đôi khi có răng. Bao phấn gần như không cuống, màu kem, dài 1,5 cm, mô vỏ bao phấn dài ~8 mm, uốn ngược. Bầu nhụy hình trứng, dài 3,5–4 mm, rộng 2,5 mm, nhẵn nhụi, 3 ngăn, nhiều noãn đính trụ; vòi nhụy dài, hình chỉ; đầu nhụy màu trắng, có lông rung;  tuyến trên bầu 2, thẳng, dài ~3 mm, màu kem. Ra hoa tháng 7-9, hoa nở buổi chiều tối và 1-3 hoa mỗi cụm hoa nở đồng thời. Môi trường sống là nền rừng có bóng râm, trong rừng bán thường xanh, cao độ  800–1.000 m.